# Подводные лодки проекта 75 Альфа
Подводные лодки проекта 75 Альфа — серия перспективных многоцелевых атомных подводных лодок, планируемых к постройке для ВМС Индии.  В феврале 2015 года Правительство Индии одобрило строительство шести таких подводных лодок. Они будут спроектированы Внутренним управлением военно-морского проектирования (Navy's in-house Directorate of Naval Design) и построены в Индии в Центре судостроения в Вишакхапатнаме. Ожидается, что строительство начнется в 2023-24 годах, а первая подводная лодка, войдет в строй в 2032 году.
Поскольку Индия является традиционным пользователем российских атомных подводных лодок (см. INS Chakra), новые подводные лодки будут третьим типом АПЛ в индийском флоте после арендованных подводных лодок проектов 670 «Скат» и 971 «Щука-Б». 

## Разработка
Программа создания и развертывания флота атомных подводных лодок была впервые выдвинута в конце 1990-х годов. Быстрое развитие ВМС Китая еще больше ускорило реализацию программы расширения военно-морского флота Индии. Согласно первоначальному плану, сначала планировалось построить 4 подводных лодки типа «Арихант», а затем и гораздо более крупные атомные подводные лодки с баллистическими ракетами типа S5 и 6 атомных многоцелевых подводных лодок. 
Подводные лодки будут оснащаться миниатюрным водо-водяным реактором Центра атомных исследований Бхабха, который уже поставил аналогичный миниатюрный реактор мощностью 83 МВт для ПЛАРБ типа «Арихант».
На 24 июня 2019 года было сообщено, на начальную фазу проекта выделен 1 трлн рупий ($13 млрд). Подводные лодки будут спроектированы Управлением военно-морского проектирования и, как одидается, продлится до 2025 года. Мишра Дхату Нигам разрабатывает новый материал корпуса, который позволит увеличить глубину погружения по сравнению с лодками типа «Арихант». Вначале планируется испытать уменьшенную модель лодки.
В феврале 2020 года The Economic Times сообщила, что этап предварительного проектирования программы успешно завершен. В отчете говорится, что группа проектирования подводных лодок Управления военно-морского проектирования при поддержке DRDO приступит к работе над этапами детального проектирования и строительства. 
ВМС Индии отдало предпочтение строительству подводных лодок проекта 75 Альфа, вместо постройки третьего авианосца. 
Вначале в 2023-24 годах планируется завершить три лодки. Ожидается, что первая лодка войдет в строй в 2032 году.  Проектирование будет осуществлено Gurugram от Submarine Design Group, ядерный реактор построен в Калпаккаме, корпуса — в Хазире, а сборка и ходовые испытания будут проводиться в судостроительном центре в Вишакхапатнаме. 